# Matteo Sciambra
Matteo Sciambra (Contessa Entellina, 30 januari 1914 – Parabiago, 30 juli 1967) was een priester van de Italo-Albanese-Katholieke Kerk, meer bepaald van het bisdom of Eparchie Piana degli Albanesi. Hij publiceerde essays over en voor de christelijke gemeenschap der Arbëreshë op Sicilië. Tevens bestudeerde hij hun liturgische gezangen, hun taal en Byzantijnse ritus.
Zijn naam in het Albanees was Mateu Shembra.

## Levensloop

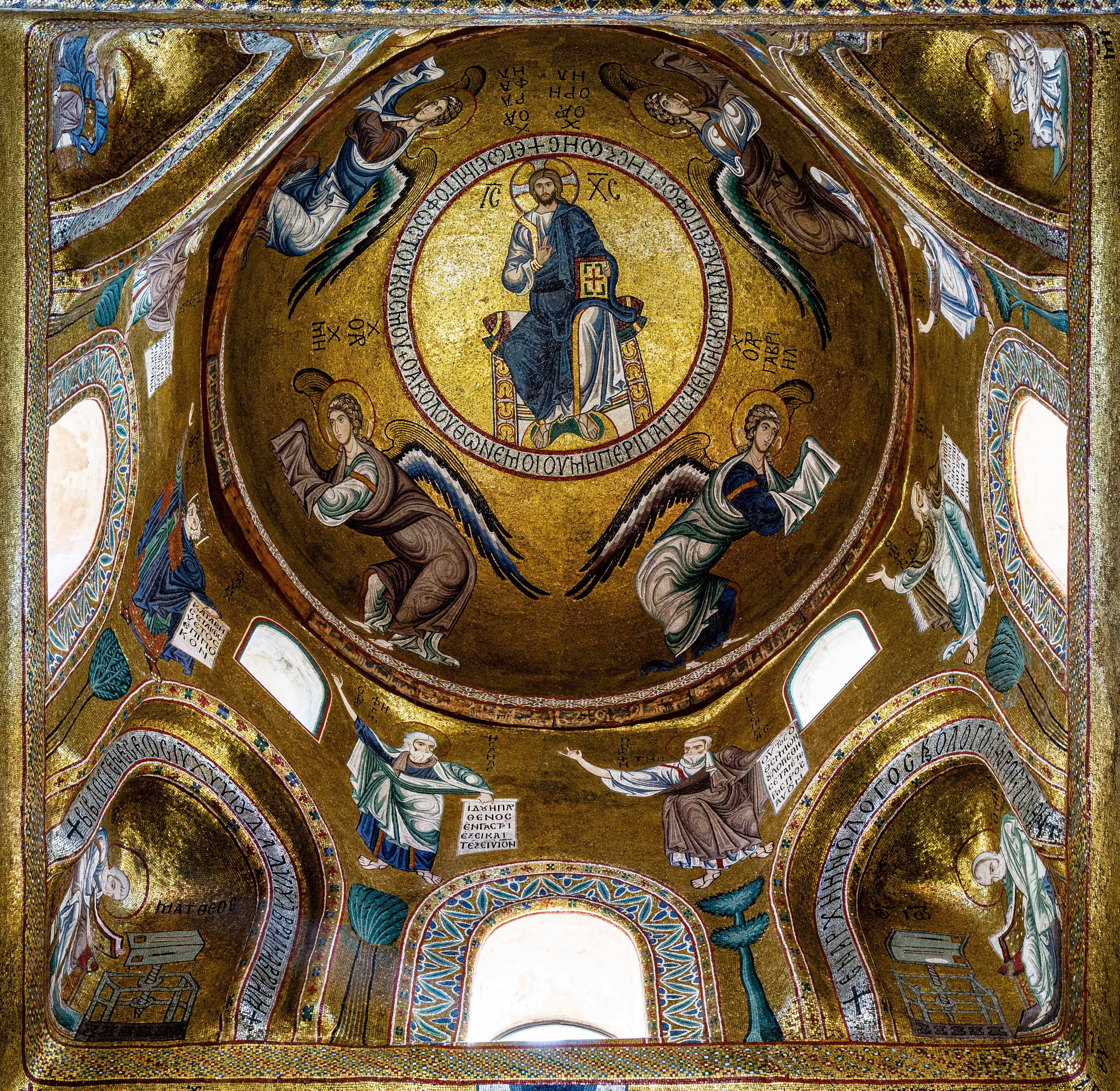
San Nicolo dei Greci, Palermo: koepelzicht binnen de kerk

Sciambra groeide op in de gemeenschap van de Arbëreshë op Sicilië, in het koninkrijk Italië. Hij studeerde op het Italiaanse vasteland, namelijk aan het lyceum van Grottaferrata in Lazio en nadien in Rome aan het pauselijke Grieks College Santo Atanasio. Hij studeerde filosofie en theologie. Hij werd tot priester van de eparchie Piana degli Albanese gewijd op 16 januari 1938.
Nadien bleef hij verbonden aan de parochie San Nicolò dei Greci in Palermo, in het Albanees genoemd Klisha e Shën Kollit së Arbëreshëvet. Deze kerk wordt ook de Martorana genoemd.
Aan de universiteit van Palermo promoveerde Sciambra tot doctor in de letteren (1952). Hij bleef aan de universiteit verbonden als lector van de Albanese Taal en Cultuur. Hij bestudeerde zowel de moderne als de middeleeuwse Albanese taal, als het Oudgrieks. In 1967, het jaar van zijn overlijden, werd hij benoemd tot vrij docent Albanees.
Onder zijn bekendste publicaties is er zijn studie over Paolo Maria Parrino, een Arbëreshë schrijver, en de Dottrina Cristiana albanese (Italiaans) of Doktrina e krishterë shqiptare (Albanees).